# Organisation des Nations unies pour l'environnement
Les propositions de création d'une Organisation des Nations unies pour l'environnement (ONUE) remettent en question l'efficacité du Programme des Nations unies pour l'environnement (PNUE) à traiter les enjeux environnementaux planétaires. Créé pour agir comme une institution d’ancrage dans le système de gouvernance environnementale globale (GEG), il n'a pas réussi à répondre à ces attentes. Le PNUE a été entravé dans son action d’une part, par son titre, un programme, par opposition à une institution spécialisée comme l'OMC ou l'OMS, et d’autre part un manque de financement volontaire et un siège (situé à Nairobi, au Kenya) éloigné des centres de pouvoir politique. Ces facteurs ont conduit à de nombreux appels pour une réforme du PNUE, et après la publication du quatrième rapport d'évaluation du GIEC en février 2007, le discours « Paris Appel à l'action » lu par le président français Jacques Chirac et soutenu par 46 pays, a demandé que le PNUE soit remplacé par une nouvelle et plus puissante Organisation des Nations unies pour l'environnement, en prenant comme modèle l'Organisation mondiale de la santé. Les 52 pays supportant la création d’une Organisation des Nations unies pour l'environnement incluent les pays de l'Union européenne et des pays de chaque zone géographique, mais non les États-Unis et ceux du BRIC (le Brésil, la fédération de Russie, l’Inde et la Chine), les cinq principaux émetteurs de gaz à effet de serre.

## Facteurs limitatifs du PNUE
Un certain nombre de facteurs ont limité la capacité du PNUE à remplir son mandat..

### Désignation comme programme
La décision d'établir le PNUE comme un programme par opposition à une institution spécialisée comme l'OMS, a eu d'énormes répercussions sur la performance du PNUE. « Dans la hiérarchie de l'ONU, les programmes ont moins d’indépendance et d'autorité », et cela a rendu difficile au PNUE d’établir son autorité sur les autres institutions des Nations unies traitant d'environnement.  En outre, « né d'une résolution de l'Assemblée générale, son mandat a été limité et privé de tous les pouvoirs d'exécution ».

### Localisation
Le PNUE a été handicapé par sa localisation à Nairobi, au Kenya. Le premier organisme des Nations unies dont le siège est dans le Sud, le mouvement a été destiné à apaiser les tensions entre le monde développé et en développement. Cependant, sa situation au Kenya a conduit à un isolement des autres structures de pouvoir international sur l'environnement, ainsi que d'une «fragmentation physique de la structure de gouvernance » en raison de sa non-présence auprès d'autres organes des Nations unies dont le siège est à Genève et à New York. Le siège du PNUE situé à Nairobi rend également difficile d'attirer du personnel de qualité supérieure nécessaire pour exécuter efficacement le programme. Cela est dû à une situation sécuritaire précaire au Kenya et des questions de qualité de vie.

### Financement
Beaucoup de batailles du PNUE peuvent être rattachées au manque de financement, et, à fortiori, le manque de financement peut être lié au système de financement unique du PNUE. Contrairement à d'autres organisations internationales, le PNUE ne peut pas se reposer sur des cotisations imposées, mais au contraire est tributaire de contributions volontaires des États membres de l'ONU. «L’arrangement financier peu fiable et hautement discrétionnaire du PNUE compromet la stabilité financière de l'organisation, sa capacité à planifier au-delà du cycle budgétaire actuel, et son autonomie » ainsi que de faire le PNUE trop dépendant de certains États membres qui détiennent alors une influence indue sur le programme du PNUE. Les contributions volontaires au Fonds pour l'environnement ont diminué de 36% au cours des dix dernières années et ont été déplacées par des contributions réservés et affectés qui composent aujourd'hui les 2/3 du budget du PNUE.

## L'échec du PNUE en tant qu'institution d’ancrage
Le PNUE a été créé pour effectuer les tâches d'une institution d'ancrage dans le système de gouvernance environnementale globale (GEG). Selon la Déclaration de Nairobi sur le rôle et le mandat du Programme des Nations unies pour l'environnement, « le rôle du PNUE était d'être la principale autorité mondiale de l'environnement qui fixe l'ordre du jour de l'environnement mondial, favorise la mise en œuvre cohérente de la dimension environnementale du développement durable au sein du système des Nations unies, et sert comme un des défenseurs de l'environnement mondial ». Maria Ivanova, directrice du Projet de gouvernance environnementale mondiale au Centre de droit et de la politique de l'environnement de Yale, a écrit dans un document de travail intitulé Évaluation du PNUE comme institution d'ancrage pour l'environnement mondial: leçons pour un débat sur l'ONUE que « les institutions d'ancrage sont les premières, mais pas les seules, organisations internationales dans certains secteurs d'intérêt mondial et effectuent généralement trois fonctions essentielles: 1) la supervision du suivi, l'évaluation et la diffusion d’informations sur l'état de la question dans leur domaine de compétence; 2) la création d'un programme d'action et l'avancement des normes, des politiques et des directives;  et 3) le développement de la capacité institutionnelle pour répondre problèmes existants et émergents. » Cependant, alors que le PNUE a été mandaté pour effectuer ces trois tâches principales, il a échoué à bien des égards:

### Suivi, évaluation et diffusion d’informations
Le suivi, l’évaluation et la diffusion d’informations sont les domaines dans lesquels le PNUE a eu le plus de succès, Le PNUE est pensé pour faire relativement bien dans le domaine de l'évaluation de l'environnement mondial, et publie « Avenir de l’environnement mondial ». Cependant, il ne parvient pas à analyser les questions environnementales au niveau de l'état. La responsabilité de la surveillance, l'évaluation et la diffusion d’informations est allouée à l'ensemble des huit divisions du PNUE créant des redondances. En outre, le système de l'information du PNUE est désorganisé et difficile d'accès. « Le public ne peut pas utiliser les publications et les avantages du PNUE tirés du travail de l'organisation en raison du manque d’une base de données ou un catalogue de publications facilement accessible, consultable et possédant un procédé de tri».

### Programme
« Une autre fonction importante, essentielle à l'efficacité d'une institution d'ancrage est le programme et la gestion des processus intergouvernementaux pour obtenir un accord sur les normes, les politiques et lignes directrices ou même juste de servir de forum central pour délibération et débat ». Alors que le PNUE a eu un succès considérable dans la création des traités et d’accords multilatéraux sur l'environnement (la Convention de Bâle sur les mouvements transfrontières de déchets dangereux, la Convention sur la diversité biologique, le Protocole de Montréal sur la protection de la couche d'ozone, etc.), il a eu du mal à coordonner les efforts des nombreux organismes de réglementation internationaux sur l'environnement après leur création. « Le PNUE n'a pas réussi à devenir le forum central de débat et de délibération dans le domaine de l'environnement, comme l'OMC pour le commerce ou l'OMS pour la santé ». Cette absence d'une autorité centrale de coordination a conduit à une érosion de l'efficacité de la gouvernance environnementale mondiale. « Le PNUE n'a pas été en mesure de remplir son mandat de coordination efficace dans ses deux principaux domaines de responsabilité (1) la coordination des accords multilatéraux sur l'environnement et (2) la coordination des activités environnementales des autres organisations internationales ».

### Développement de capacité
Le PNUE a lutté pour établir son rôle dans le système international et cela a conduit celui-ci à avoir également des difficultés dans le développement des capacités (défini par Ivanova comme l'éducation et la formation, le financement, l'assistance technique, le renforcement des institutions et la création de réseaux). Le mandat du PNUE appelle le PNUE à jouer un rôle essentiellement normatif dans la gouvernance environnementale mondiale, mais « l'organisation considère désormais la mise en œuvre comme sa stratégie primaire ». Ce changement a été nécessaire pour répondre au désir des États pour moins de traités et pour une action plus concrète et au besoin du PNUE de fournir des résultats tangibles aux sources potentielles de financement gouvernementales et privées, auprès desquelles le PNUE est dépendant. Toutefois, en s’éloignant de son rôle normatif, le PNUE s’est éloigné de ses points forts: « La diffusion d'informations, le développement de normes et de principes communs, et le développement des capacités institutionnelles ».

## Création d'une Organisation des Nations unies pour l'environnement
Après la 58e session de l'Assemblée générale de l'ONU, une proposition a été faite par les États membres de l'Union européenne de transformer le PNUE en l'Organisation des Nations unies pour l'environnement. En 2007 lors de la réunion du Conseil d'administration du PNUE, l'UE a réitéré son appel pour « un renforcement significatif du PNUE le long des lignes esquissées à Cartagena ainsi que dans les annonces récentes du Directeur exécutif, qui aiderait le PNUE à devenir plus efficace à catalyser l'action pour aborder les principales menaces environnementales »  et « qu'une transformation du PNUE en ONUE, avec des ressources stables, suffisantes et prévisibles et à la réputation internationale appropriée, permettrait à l'organisation de remplir pleinement son mandat et de rester à la hauteur des attentes des pays développés et en développement ». Les partisans d'une ONUE soutiennent qu'elle jouerait un rôle essentiel en élevant l'importance politique des questions environnementales au sein de l'ONU, et pourrait donc jouer un rôle essentiel dans la résolution des nombreux défis environnementaux auxquels la Terre est actuellement confrontée. Les spécificités d'une ONUE auraient besoin d’être élaboré par la communauté internationale, mais certains aspects de base d'une ONUE incluraient probablement

### Statut d’institution spécialisée
Tout en travaillant au sein du système des Nations unies et de rapporter au Conseil économique et social, la désignation en tant qu'institution spécialisée permettrait à l’ONUE de « profiter d’une autonomie budgétaire » et « déterminer la plupart des détails de son programme de travail ». En outre, la création d'une ONUE ne nécessiterait pas de consensus parmi les membres de l'ONU, et « l’appartenance à une ONUE et l'ONU pourrait varier ».

### Structure de l’ONUE
Comme pour d'autres institutions spécialisées, la structure institutionnelle d'une ONUE serait constituée d'un organe plénier, un organe exécutif, et d'un secrétariat. Les partisans d'une ONUE suggèrent qu'un organe plénier « éliraient les membres de l'organe exécutif, nommeraient le Directeur général et approuveraient le programme de travail et le budget ». Le corps plénier inclurait aussi probablement un large éventail d'observateurs qui iraient d'autres organisations internationales à des organisations non gouvernementales et des représentants de la société civile. Les institutions spécialisées ont un organe exécutif qui assure que l'institution réalise ses objectifs opérationnels et gère son budget. Un organe exécutif de l’ONUE est susceptible de « préparer le budget et le programme de travail de l’ONUE ». Le Secrétariat serait « comme point focal pour toutes les activités de l'institution », mais l'organisation des secrétariats dans les diverses institutions spécialisées montre des différences considérables.

### But et tâches d’une ONUE
Le mandat et la fonction exacte d'une ONUE seraient déterminés par les États concernés, mais ils sont susceptibles d'être similaires à ceux du PNUE. « Il a été avancé que l'ONUE devrait aider à mettre systématiquement en commun les connaissances scientifiques sur les questions environnementales et à définir les orientations stratégiques mondiales sur l'environnement pour promouvoir la coordination et les synergies ». Cependant, contrairement à d'autres institutions spécialisées telles que l'OMC, elle n’aurait pas le pouvoir de statuer sur les litiges environnementaux. Les partisans suggèrent qu'une ONUE pourrait servir en tant qu'organisation faîtière, aidant à coordonner « plus de 500 accords multilatéraux sur l'environnement (AME) et de nombreuses organisations et instances internationales traitant d’environnement de manière non coordonnée » et les rendre plus efficaces et moins redondants.

### Financement d’une ONUE
Une ONUE devrait probablement compter sur les contributions mises en recouvrement, ce qui atténuerait les problèmes auxquels fait face le PNUE, qui découlent d'une dépendance à l'égard des contributions volontaires. En tant qu'institution spécialisée, une ONUE serait en mesure de déterminer les échelles d'évaluation des membres séparément du budget général de l'ONU. Les contributions volontaires seraient probablement utilisées pour financer des projets spécifiques, alors que des contributions assignées aux États Membres sécuriseraient le budget de fonctionnement d'une ONUE.

### Opposition
Alors que le nombre de pays qui sont en faveur de la création d'une ONUE a augmenté, il reste des craintes parmi de nombreux États que la création d'une ONUE « favoriserait les politiques environnementales au détriment d'autres politiques, notamment le développement économique et, par conséquent, l'éradication de la pauvreté ».  Certains États estiment aussi que le PNUE devrait d'abord être renforcé et avoir du temps pour améliorer la gouvernance internationale de l'environnement avant qu’une ONUE soit créée.

### Perspectives
Il y a un consensus parmi les décideurs que le PNUE doit être renforcé, et « en novembre 2006, le Groupe de haut niveau sur la cohérence de l’action du système des Nations unies dans le domaine du développement, de l’aide humanitaire et de la protection de l’environnement a recommandé que  ‘Le PNUE devrait être renforcé et avoir une réelle autorité en tant que pilier de la politique environnementale du système des Nations unies’ ». Et tandis que le désaccord subsiste quant à savoir si la création d'une ONUE est nécessaire, le soutien pour sa création augmente selon un communiqué de l'ambassade française. « Suite à l'Appel de Paris pour, le Groupe des Amis de l'ONUE a été mis en place et a maintenant 52 États, regroupant, outre les pays de l'Union européenne, des pays de chaque zone géographique », et beaucoup espèrent que la nouvelle administration des États-Unis supportera la création d'une ONUE..